# Collocalia sumbawae
A Collocalia sumbawae a madarak osztályának a sarlósfecske-alakúak (Apodiformes) rendjébe és a sarlósfecskefélék (Apodidae) családjába tartozó faj.

## Rendszerezése
A fajt Erwin Stresemann német ornitológus írta le 1925-ben. Egyes szervezetek szerint a fényes szalangána (Collocalia esculenta) alfaja Collocalia esculenta sumbawae néven.

## Előfordulása
Az Indonéziához tartozó Kis-Szunda-szigetek területén honos.

## Természetvédelmi helyzete
A Természetvédelmi Világszövetség Vörös listáján nem szerepel.

## Külső hivatkozások
- Képek az interneten a fajról
- Xeno-canto.org - a faj hangja és elterjedési területe